# Раисов, Халель
Халель Раисов (10 октября 1906, Семипалатинская область, Российская империя — 26 июня 1984, Семипалатинск, Казахская ССР, СССР) — советский профсоюзный и хозяйственный деятель. Первый председатель Акмолинского облисполкома.

## Биография
Халель Раисов родился 10 октября 1906 года в Семипалатинской области.
Участвовал в профсоюзном движении. В 1926—1927 годах был председателем батрацкого комитета Кучумского районного Союза сельскохозяйственных и лесных рабочих.
В 1927—1928 годах был слушателем курсов профсоюзных работников при ВЦСПС.
В 1928—1930 годах был заместителем председателя, а затем председателем Семипалатинского окружного отдела Союза сельскохозяйственных и лесных рабочих. В 1930—1932 годах заведовал отделом и был заместителем председателя Казакского краевого Союза.
В 1932—1933 годах — слушатель Высшей школы профсоюзного движения при ВЦСПС.
В 1933—1937 годах заведовал организационным отделом и занимал пост заместителя председателя Восточно-Казахстанского областного совета профсоюзов.
В 1937—1938 годах был председателем Восточно-Казахстанского областного комитета Союза рабочих мясомолочных совхозов. С 1938 по октябрь 1939 года возглавлял ЦК профсоюза рабочих мясомолочных совхозов Казахстана и Средней Азии.
В октябре 1939 года назначен председателем оргкомитета Президиума Верховного Совета Казахской ССР по Акмолинской области. В январе 1940 года стал первым в истории председателем исполкома Акмолинского областного Совета депутатов трудящихся. Занимал этот пост до 1946 года, после чего вернулся в сельскохозяйственную отрасль.
В 1946—1947 годах был директором Кзыл-Ординского государственного треста совхозов, в 1947—1948 годах — Чимкентского межобластного государственного треста совхозов.
В 1948—1950 годах был председателем Чаянского райисполкома Южно-Казахстанской области.
В дальнейшем в основном трудился в области сельхозпереработки. В 1950 году Раисов был директором Чаянского районного треста Всесоюзного объединения маслодельно-сыроваренной и казеиновой промышленности, в 1950—1951 годах — помощником начальника строительно-монтажного управления треста «Миргалимсайстрой».
В 1951 году назначен заместителем начальника главного управления по выращиванию, заготовке и переработке лекарственных растений в Чимкенте, в 1953—1960 годах работал директором главного управления медицинской промышленности в Туркестане. В 1960 года там же был бригадиром Всесоюзного треста лекарственных растений. В том же году вышел на пенсию.
Награждён орденами Трудового Красного Знамени и Отечественной войны 1-й степени.
Умер 26 июня 1984 года в Семипалатинске.